# Malu Mare
Malu Mare es una comuna ubicada en el distrito de Dolj, Rumania.

## Superficie
Posee una superficie de 31,10 kilómetros cuadrados.

## Demografía
Hasta 2021 la población era de 7548 habitantes, con una densidad de población de 242,7 habitantes por kilómetro cuadrado.